# خانه عبادی
خانه عبادی مربوط به اوایل دوره پهلوی است و در شهرستان همدان، میدان آرامگاه بوعلی، ابتدای خیابان پاستور واقع شده و این اثر در تاریخ ۸ بهمن ۱۳۸۵ با شمارهٔ ثبت ۱۷۰۴۴ به عنوان یکی از آثار ملی ایران به ثبت رسیده است.